# 해밀턴 피시
해밀턴 피시(Hamilton Fish, 1808년 8월 3일 ~ 1893년 9월 3일)은 미국의 정치인으로 미국 연방하원의원, 제17대 뉴욕 부지사, 제16대 뉴욕 주지사, 미국 연방상원의원, 제26대 미국 국무장관이었다.

## 학력
- 컬럼비아 대학교 인문사회 학사

## 경력
- 1843.03 ~ 1845.03 미국 뉴욕 제6선거구 연방하원의원
- 1848.01 ~ 1848.12 제17대 뉴욕 부지사
- 1849.01 ~ 1850.12 제16대 뉴욕 주지사
- 1851.12 ~ 1857.03 미국 뉴욕 연방상원의원
- 1869.03 ~ 1877.03 제26대 미국 국무장관

## 역대 선거 결과
| 선거명        | 직책명                    | 대수 | 정당   | 득표율 | 득표수    | 결과 | 당락                 |
| ------------- | ------------------------- | ---- | ------ | ------ | --------- | ---- | -------------------- |
| 1842년 선거   | 하원의원 (뉴욕 제6선거구) | 28대 | 휘그당 | 50.88% | 5,904표   | 1위  | 뉴욕주 하원의원 당선 |
| 1844년 선거   | 하원의원 (뉴욕 제6선거구) | 29대 | 휘그당 | 3.02%  | 486표     | 3위  | 낙선                 |
| 1846년 선거   | 뉴욕 부지사               | 16대 | 휘그당 | 45.91% | 187,613표 | 2위  | 낙선                 |
| 1847년 재선거 | 뉴욕 부지사               | 17대 | 휘그당 | 52.63% | 170,072표 | 1위  | 뉴욕 부지사 당선     |
| 1848년 선거   | 뉴욕 주지사               | 16대 | 휘그당 | 47.56% | 218,776표 | 1위  | 뉴욕 주지사 당선     |
| 1851년 선거   | 상원의원 (뉴욕 제1부)     | 32대 | 휘그당 | 78.51% | 84표      | 1위  | 뉴욕주 상원의원 당선 |
| 1881년 재선거 | 상원의원 (뉴욕 제1부)     | 47대 | 공화당 | 6.21%  | 9표       | 3위  | 낙선                 |